# Gregorio Nacianceno
Gregorio Nacianceno (Nacianzo, Capadocia, Imperio romano; 329-ibíd., 25 de enero de 389), también conocido como Gregorio de Nacianzo o Gregorio el Teólogo, fue un arzobispo cristiano de Constantinopla del siglo IV. Está ampliamente considerado como el más completo estilista retórico de la patrística. Como orador y filósofo formado en la tradición clásica, introdujo elementos helenísticos en la Iglesia primitiva, estableciendo el paradigma de los teólogos y eclesiásticos bizantinos.
Gregorio influyó significativamente en la forma de la teología trinitaria tanto en los padres griegos como latinos, y es recordado como el «teólogo trinitario». Gran parte de su obra teológica sigue influyendo en los tratados modernos, especialmente en relación con las tres personas de la Trinidad. Junto con Basilio el Grande y Gregorio de Nisa, es conocido como uno de los Padres Capadocios.
Gregorio es venerado como santo en la Iglesia católica, que lo incluye entre los doctores de la Iglesia; en la Iglesia ortodoxa y las Iglesias católicas orientales es venerado como uno de los Tres Santos Jerarcas junto con Basilio el Grande y Juan Crisóstomo. También figura en el Calendario de Santos Luterano.

## Biografía

### Primeros años y educación
Gregorio nació en Arianzo, cerca de Nacianzo, en el suroeste de Capadocia. Sus padres, Gregorio y Nonna, eran terratenientes adinerados. En el año 325, Gregorio se convirtió al cristianismo gracias a su esposa Nonna. El joven Gregorio y su hermano, Cesario, estudiaron primero en casa con su tío, san Anfilocio. Gregorio marchó a estudiar filosofía y retórica avanzada en Nacianzo, Cesarea Mazaca, Alejandría y Atenas. Estando en Atenas, trabó una fuerte amistad con su compañero de estudios Basilio de Cesarea y también conoció a Juliano, que posteriormente se convertiría en el emperador conocido como Juliano el Apóstata. En Atenas, Gregorio estudió con los famosos retóricos Himerio y Proaresio.
Al acabar su educación, enseñó retórica en Atenas durante un breve período.

### Sacerdocio
En el año 357 regresa a Nacianzo, bautizándose en el 360, y en 361 fue ordenado presbítero por su padre, quien quería que le ayudase en la atención de la comunidad cristiana local. El joven Gregorio, que había considerado la posibilidad del monacato, se resintió fuertemente por la decisión de su padre de forzarle a elegir entre el sacerdocio o abandonar la familia y llevar una existencia solitaria, lo que consideró un «acto de tiranía». Después de dejar su casa, tras unos pocos días, se encontró con su amigo Basilio en Annesoi, donde los dos vivieron como ascetas. Sin embargo, Basilio le apremió para que volviera a ayudar a su padre, lo que hizo durante el año siguiente. Al llegar a Nacianzo, Gregorio se encontró con que la comunidad cristiana local estaba dividida por diferencias teológicas y a su padre acusado de herejía por los monjes locales. Gregorio ayudó a sanar las divisiones a través de una combinación de diplomacia personal y oratoria, se ordena sacerdote y permanece durante diez años en el lugar.
Para entonces, el emperador Juliano se había declarado públicamente opuesto al cristianismo. En respuesta al rechazo del emperador a la fe cristiana, Gregorio compuso sus Invectivas contra Juliano entre 362 y 363. En ellas, desdeñando la moral y el intelecto del emperador, afirma que la cristiandad superará a los gobernantes imperfectos como Juliano a través del amor y la paciencia. Este proceso tal como está descrito por Gregorio es la manifestación pública del proceso de deificación (theosis), que lleva a una elevación espiritual y unión mística con Dios. Juliano decidió a finales de 362 perseguir vigorosamente a Gregorio y sus otros críticos cristianos; sin embargo, el emperador pereció el año siguiente durante una campaña contra los persas. Con la muerte del emperador, Gregorio y las iglesias orientales ya no estaban bajo la amenaza de persecución, pues el nuevo emperador, Joviano, era un cristiano declarado y defensor de la Iglesia.
Gregorio pasó los siguientes años combatiendo el arrianismo, que amenazaba con dividir la región de Capadocia. En el tenso ambiente que se había creado, Gregorio intercedió por su amigo Basilio ante el obispo Eusebio de Cesarea. Los dos amigos entraron posteriormente en un periodo de íntima cooperación fraternal al tiempo que participaban en un gran enfrentamiento retórico de la iglesia de Cesarea Marítima provocado por la llegada de consumados teólogos y retóricos arrianos. En los posteriores debates públicos, presididos por agentes del emperador Valente, Gregorio y Basilio salieron triunfantes. Este éxito confirmó a Gregorio y Basilio que su futuro estaba en la carrera eclesiástica. Basilio, que desde hacía tiempo había mostrado su inclinación hacia el episcopado, fue elegido obispo de la sede de Cesarea de Capadocia en 370.

### Episcopado en Sasima y Nacianzo
Gregorio fue consagrado obispo de Sasima en 372 por Basilio. Se trataba de una sede recién creada por Basilio para fortalecer su posición en su disputa con Antimo, obispo de Tiana. Gregorio más tarde se referiría a su ordenación episcopal como impuesta por un padre tenaz y Basilio. Describiendo su nuevo obispado, Gregorio se lamentó de que no era nada más que «un agujero espantoso; una mísera parada de postas de la carretera principal... sin agua, vegetación, o la compañía de caballeros... ¡esto era mi iglesia de Sasima!». Se esforzó poco en administrar su nueva diócesis, quejándose a Basilio de que en lugar de ello prefería seguir una vida contemplativa. Nunca llegó a tomar posesión de la sede, y se retiró de nuevo.
A finales de 372 Gregorio regresó a Nacianzo para ayudar a su padre moribundo con la administración de su diócesis. Esto crispó su relación con Basilio, quien insistía en que Gregorio volviera a su puesto en Sasima. Gregorio replicó que no tenía intención de seguir teniendo el papel de un títere para promover los intereses de Basilio. En lugar de ello, centró su atención en sus nuevos deberes como coadjutor de Nacianzo. Fue aquí donde Gregorio predicó la primera de sus grandes oraciones episcopales.
Tras la muerte de su madre y su padre en 374, Gregorio siguió administrando la diócesis de Nacianzo pero rechazó ser nombrado obispo. Donó la mayor parte de su herencia a los necesitados y vivió una existencia austera. A finales de 375 se retiró al monasterio de Santa Tecla en Seleucia, viviendo allí durante tres años. Casi al final de este periodo su amigo Basilio murió. Aunque la salud de Gregorio no le permitió acudir al funeral, escribió una sentida carta de condolencia al hermano de Basilio, Gregorio de Nisa y compuso doce poemas en memoria de su amigo fallecido.

### Gregorio en Constantinopla
El emperador Valente falleció en 378. La sucesión de Teodosio I, un firme defensor de la ortodoxia nicena, era una buena noticia para aquellos que deseaban purgar Constantinopla de la dominación arriana y apolinarista. El partido niceno en el exilio regresó poco a poco a la ciudad. Desde su lecho de muerte, Basilio les recordó las capacidades de Gregorio y es muy probable que recomendase a su amigo como defensor de la causa trinitaria en Constantinopla.
En 379, el sínodo de Antioquía y su arzobispo, Melecio, pidieron a Gregorio que acudiera a Constantinopla para liderar la campaña teológica para ganar dicha ciudad para la ortodoxia nicena. Después de muchas dudas, Gregorio accedió. Su prima Teodosia le ofreció una villa como residencia; Gregorio inmediatamente transformó gran parte de ella en una iglesia, llamándola Anastasia, «un escenario para la resurrección de la fe». Desde esta pequeña capilla compuso cinco poderosos discursos sobre la doctrina nicena, explicando la naturaleza de la Trinidad y la unidad de Dios. Rechazando la negación eunomiana de la divinidad del Espíritu Santo, Gregorio ofreció este argumento:

Examina lo que sigue: Cristo es engendrado, él (el Espíritu) lo precede; Cristo es bautizado, él da testimonio [...] Cristo realiza prodigios, él lo acompaña; Cristo sube al cielo, él le sucede. Pues ¿qué no puede hacer el Espíritu entre las cosas grandes y las que hace Dios? ¿Qué nombre no recibe entre los que se dan a Dios fuera de los nombres de ingénito y engendrado? [...] ¡Por otra parte, yo me asusto al considerar la riqueza de los títulos y de todos los nombres ultrajados por quienes atacan al Espíritu!

Las homilías de Gregorio fueron bien recibidas y atrajeron a multitudes crecientes a Anastasia. Temiendo su popularidad, sus oponentes decidieron contraatacar. En la vigilia de Pascua de 379, una muchedumbre arriana entró en la iglesia durante los servicios religiosos, hiriendo a Gregorio y matando a otro obispo. Huyendo de la turba, Gregorio se encontró después traicionado por su antiguo amigo, el filósofo Máximo el Cínico. Máximo, quien estaba en alianza secreta con Pedro, obispo de Alejandría, intentó hacerse con el poder de Gregorio y hacerse consagrar obispo de Constantinopla. Horrorizado, Gregorio decidió dimitir de su puesto, pero la facción fiel a él le indujo a permanecer y expulsar a Máximo. Sin embargo, el episodio le dejó avergonzado y le expuso a críticas como un simplón provinciano incapaz de sobrellevar las intrigas de la ciudad imperial.
Los asuntos en Constantinopla permanecieron confusos puesto que la posición de Gregorio aún era oficiosa y los sacerdotes arrianos ocupaban muchas iglesias importantes. La llegada del emperador Teodosio en 380 decidió el asunto en favor de Gregorio. El emperador, decidido a eliminar el arrianismo, expulsó al obispo Demófilo. Gregorio fue por lo tanto entronizado como obispo de Constantinopla en la Basílica de los Apóstoles, reemplazando a Demófilo.

### Segundo Concilio Ecuménico y retiro a Arianzo

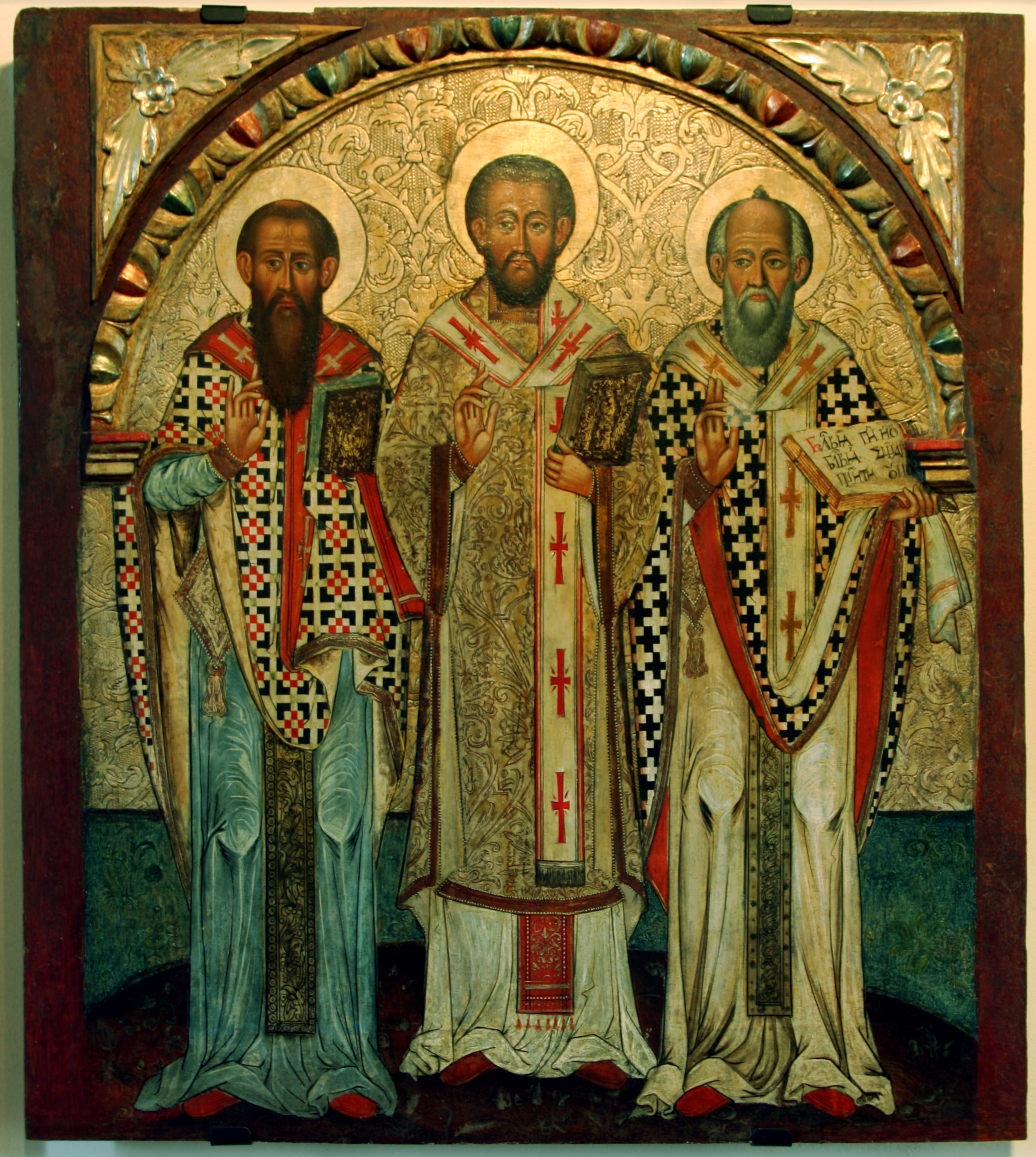
Los Tres Santos Jerarcas: san Basilio de Cesarea, san Juan Crisóstomo y san Gregorio el Teólogo, icono de Lipie, Museo Histórico en Sanok, Polonia.

Teodosio quería unificar más todo el imperio en una posición ortodoxa y decidió convocar un concilio eclesiástico que resolviera asuntos de disciplina y fe. Gregorio pensaba de modo similar, deseando unir a la cristiandad. En la primavera de 381 convocaron el Segundo concilio ecuménico en Constantinopla, al que acudieron 150 obispos orientales. Después de la muerte del obispo presidente, Melecio de Antioquía, Gregorio fue elegido para liderar el concilio. Esperando reconciliar Occidente y Oriente, ofreció reconocer a Paulino como Patriarca de Antioquía. Los obispos egipcios y macedónicos que apoyaban la consagración de Máximo llegaron tarde al concilio. Una vez allí, rechazaron reconocer la posición de Gregorio como cabeza de la iglesia de Constantinopla, argumentando que su traslado desde la sede de Sasima era canónicamente ilegal.
Gregorio estaba exhausto físicamente y preocupado porque estaba perdiendo la confianza de los obispos y del emperador. Más que defender su causa y arriesgarse a mayores divisiones, decidió dimitir de su cargo: «¡Dejadme ser como el profeta Jonás! Fui el responsable de la tormenta, pero me sacrificaré por la salvación de la nave. Cogedme y echadme... No fui feliz cuando me ascendieron al trono, y con alegría descenderé de él». Horrorizó al concilio con su dimisión sorprendente y luego pronunció un dramático discurso ante Teodosio pidiéndole que se le liberara de sus cargos. El emperador, conmovido por sus palabras, aplaudió, alabó su trabajo y le garantizó su dimisión. El concilio le pidió que apareciera otra vez más para un ritual de despedida y oraciones festivas. Gregorio usó esta ocasión para lanzar un mensaje final (cf. Orat. 42) y luego se marchó.
Tras volver a su tierra natal de Capadocia, Gregorio asumió de nuevo su posición como obispo de Nacianzo. Pasó el año siguiente combatiendo a los apolinarios y luchando contra la enfermedad recurrente. También empezó a componer De Vita Sua, su poema autobiográfico. A finales de 383 encontró que estaba demasiado débil para seguir cumpliendo sus deberes episcopales. Gregorio instaló a Eulalio como obispo de Nacianzo y luego se retiró a la soledad de Arianzo. Después de disfrutar cinco tranquilos años en el retiro de su finca familiar, murió el 25 de enero de 389.
A lo largo de su vida, Gregorio se enfrentó a elecciones descarnadas. ¿Debía seguir estudiando retórica o filosofía? ¿Sería una vida monástica más apropiada que un ministerio público? ¿Era mejor trazar su propio camino o seguir el curso marcado para él por su padre y por Basilio? Los escritos de Gregorio iluminan los conflictos que le atormentaban y le motivaban a un tiempo. Los biógrafos sugieren que era esta dialéctica lo que lo definía, forjó su carácter e inspiró su búsqueda del sentido y la verdad.

## Legado

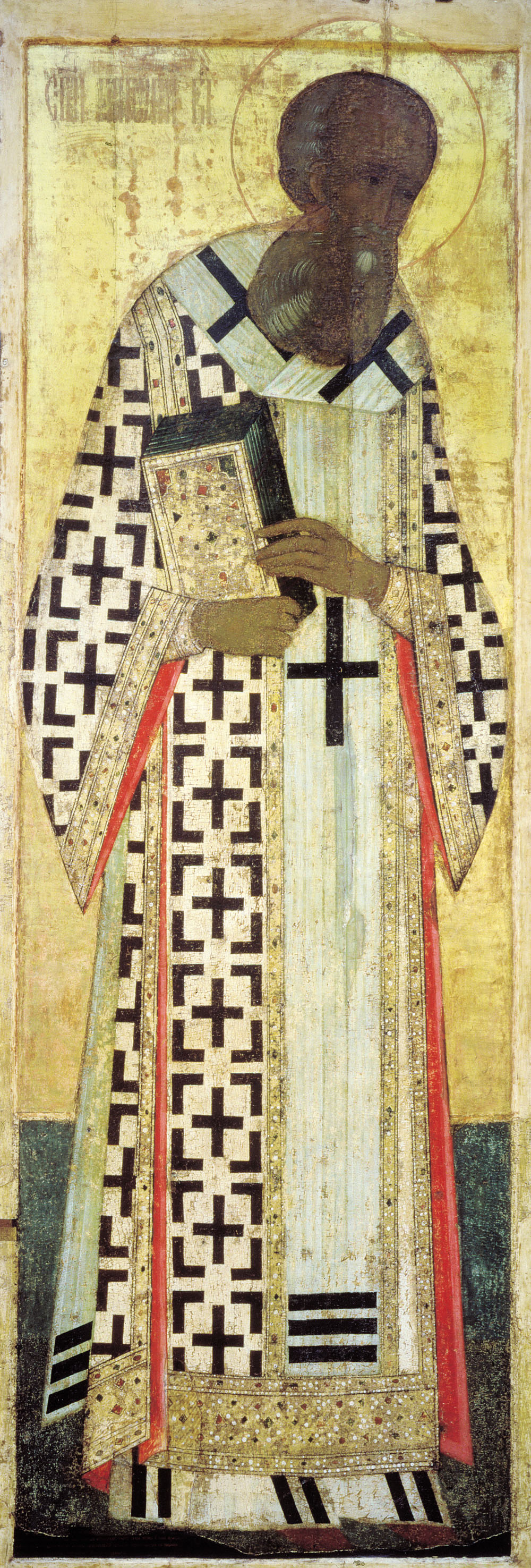
Andréi Rubliov, Gregorio el Teólogo (1408), Catedral de la Asunción (Vladímir).

### Teología y otros trabajos
Las contribuciones teológicas más significativas de Gregorio surgen de su defensa de la doctrina nicena de la Trinidad. En sus cinco discursos teológicos, el nacianceno responde a las objeciones filosóficas, que pintaban la interpretación bíblica de los neoarrianos, una por una. Allí, detalla como los hipóstasis del Padre, Hijo y Espíritu Santo son todas eternas y participan igualmente de la misma divinidad, aunque cada cual tiene un atributo (o rol en la economía) propio. Solamente el Padre tiene el atributo de ser ingénito, el Hijo es el único engendrado y el Espíritu Santo es el único que procede . Gregorio se destaca especialmente por sus contribuciones en el campo de la pneumatología, esto es, la teología referente a la naturaleza del Espíritu Santo. A este respecto, Gregorio es el primero que usó la idea de procesión. para describir la relación entre el Espíritu y las demás personas de la Trinidad: «El Espíritu Santo es verdaderamente Espíritu, viniendo en verdad del Padre pero no de la misma manera que el Hijo, pues no es por generación sino por procesión, puesto que debo acuñar una palabra en beneficio de la claridad».
  

Y en otros lugares; 
" Y éste (la Tríada) es, para nosotros, el Padre, el Hijo y el Espíritu Santo: el primero es el que engendra y procede, pero yo afirmo que sin pasión, sin tiempo, y sin cuerpo; de los otros dos, uno es lo engendrado y el otro, lo que procede."
".. permaneciendo en nuestros límites, admitimos al ser ingénito, al engendrado y al que procede del Padre.."
"No ha habido un tiempo en que no existiese; lo mismo se puede decir del Hijo y del Espíritu Santo."
Aunque Gregorio no desarrolla plenamente el concepto, la idea de procesión permanecería en la mayor parte del pensamiento posterior sobre el Espíritu Santo.
Enfatizó que Jesús no dejó de ser Dios cuando se hizo hombre, ni perdió ninguno de sus atributos divinos cuando tomó la naturaleza humana. Es más, Gregorio afirmaba que Cristo era perfectamente humano, con un alma perfectamente humana. Igualmente proclamó la eternidad del Espíritu Santo, diciendo que las acciones del Espíritu Santo estaban de alguna forma ocultas en el Antiguo Testamento, pero se hicieron más claras desde la ascensión de Jesús al Cielo y el descenso del Espíritu Santo en la fiesta de Pentecostés. 
En contraste con la creencia neo-arriana de que el Hijo es anomoios, o «distinto» del Padre, y con la afirmación semiarriana de que el Hijo es homoiousios, o «como» el Padre, Gregorio y sus compañeros capadocios sostuvieron la doctrina nicea de homoousia, o consubstancialidad del Hijo con el Padre. Los Padres capadocios afirmaron que la naturaleza de Dios es incognoscible para el hombre; "..la divinidad no puede ser comprendida por el entendimiento humano ni imaginadad tal cual es." y ayudaron a desarrollar el término hipóstasis, o tres personas unidas en un solo Dios; ilustró cómo Jesús es el icono, la imagen, del Padre; y explicó el concepto de theosis, la creencia de que todos los cristianos pueden asimilarse con Dios en «imitación del Hijo encarnado como el modelo divino».
Algunos de los escritos teológicos de Gregorio sugieren que, como su amigo Gregorio de Nisa, pudo haber apoyado alguna variación de la doctrina de la apocatástasis, la creencia de que Dios pondrá toda la creación en armonía en el Reino de los Cielos. Esto llevó a algunos universalistas cristianos de finales del siglo XIX, en particular J. W. Hanson y Philip Schaff, a describir la teología de Gregorio como universalista. Este punto de vista de Gregorio también lo sostienen algunos teólogos modernos, como John Sachs que dijo que Gregorio tenía «inclinaciones» hacia la apocatástasis, pero de una manera «cauta, no dogmática». Sin embargo, no queda claro ni es universalmente aceptado que Gregorio sostuviera la doctrina de la apocatástasis.
Aparte de varios discursos teológicos, Gregorio es también uno de los más importantes hombres de letras del primer cristianismo, un orador muy dotado, quizá uno de los mejores de su época, y también un poeta muy prolífico, habiendo escrito varios poemas sobre temas teológicos y morales y algunos con contenido biográfico, sobre él y sus amigos.

### Influencia

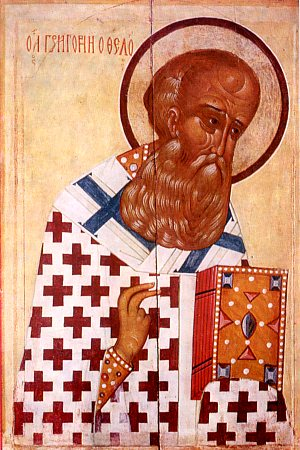
ícono de Gregorio de la Iglesia Ortodoxa

Nicóbulo, sobrino-nieto de Gregorio, sirvió como su albacea literario, conservando y editando la mayor parte de sus escritos. Un primo, Eulalio, publicó varias de las más destacadas obras de Gregorio en 391. Para el año 400 Rufinio comenzó a traducir sus oraciones al latín. Conforme las obras de Gregorio circularon por todo el imperio influyeron en el pensamiento teológico. Sus discursos eran citados como autoridad por el Concilio de Éfeso en 431, y para el año 451 era llamado Teólogo por el Concilio de Calcedonia —un título que comparte con Juan el Apóstol y Simeón el Nuevo Teólogo—. Sin embargo, Teólogo en este contexto implica un significado más cristológico que lo que hoy en día se esperaría. Es muy citado por los teólogos de la Iglesia Ortodoxa y se le tiene alta estima como defensor de la fe cristiana. Sus contribuciones a la teología trinitaria son también influyentes y a menudo es citado por las iglesias occidentales. Paul Tillich atribuye a Gregorio Nacianceno haber «creado las fórmulas definitivas para la doctrina de la Trinidad».

### Obras
Debido a la tendencia de Gregorio Nacianceno a comentar aspectos de su vida personal dentro de sus obras, éstas son fácilmente fechables y muestran claramente la evolución de su pensamiento.
Sus discursos (Orationes: en este artículo abreviado como "Orat.") fueron organizados de manera cronológica para su publicación integral por Tillemont y Maurini: abarcan la vida del Nacianceno desde 362 al 383. En total eran 44 (con uno finalmente rechazado por espurio). La edición del Migne los publicó en los volúmenes 35 y 36. La edición crítica ya con solo los 43 discursos comprobados como auténticos está publicada por Sources Chrétiennes. Se han notado retoques hechos por el autor que implican que Gregorio pensó en la publicación de estos discursos. Rufino de Aquileya fue uno de los primeros en traducir algunos de estos discursos al latín. En el primero de ellos pide disculpas por huir tras la ordenación sacerdotal. En el segundo habla del sacerdocio con un texto que claramente influyó en la obra posterior de Juan Crisóstomo, los Seis libros sobre el Sacerdocio. Los famosos discursos teológicos sobre la Trinidad se encuentran con los números 27-31 del Migne: el título fue sugerido por el mismo Gregorio (cf. Orat. 28, 1). Los discursos que dedicó a combatir los ataques de Juliano el apóstata fueron pronunciados hacia el año 370 (cf. Orat. 4 y 5).
Sus cartas fueron recogidas por el Migne en el volumen 37 de su Patrología griega. Aparecen 249 aunque con algunas espurias. Fechadas desde el año 359, muchas dirigidas a Basilio. Tres cartas teológicas sobre el apolinarismo han sido publicadas por Sources Chrétiennes en el vol. 208 de su colección.
Su obra poética se divide en Carmina dogmatica (38 poemas), carmina moralia (40 poemas), sobre sí mismo (99 poemas), sobre sus amigos (8 poemas), epitafios (129 poemas) y epigrammata (94 poemas). Todos en el volumen 37 del Migne. Un poema sobre la Pasión de Cristo es considerado apócrifo (cf. SC vol. 149.), pero ha dado lugar a controversias debido a que autores como Francesco Trisoglio o André Tuilier sostienen en cambio que sí es obra del Nacianceno.
Junto con Basilio hizo una recolección de textos de Orígenes llamada la Filocalia. Además del tema de la apocatástasis ya tratado anteriormente, otro punto de contacto del Nacianceno con Orígenes es su valoración positiva del uso de la cultura clásica en el cristianismo. La comparación usada por este último al mencionar que así como los judíos se llevaron los tesoros de los egipcios en su huida, así los cristianos pueden tomar de la cultura greco-latina lo necesario para la propagación del evangelio, es usada también por Gregorio Nacianceno en esta obra.
- Fuga y autobiografía. Trad.: García Jalón, Santiago y Viscanti, Luigi. Editorial Ciudad Nueva (1996). ISBN 84-89651-16-7
- Los cinco discursos teológicos. trad.: Díaz Sánchez-Cid, José Ramón. Editorial Ciudad Nueva (1995). ISBN 84-86987-92-X
- Discursos teològics: Cartes i poemes. Trad.: Camps Gaset, Monserrat. Edicions Proa, S.A. (1990). ISBN 84-7739-114-9
- La Pasión de Cristo. Trad.: Trisoglio, Francesco. Editorial Ciudad Nueva (1988). ISBN 84-85159-95-0
- Homilías sobre la natividad. Trad.: Moreschini, Claudio. Editorial Ciudad Nueva (1986). ISBN 84-85159-87-X

## Reliquias

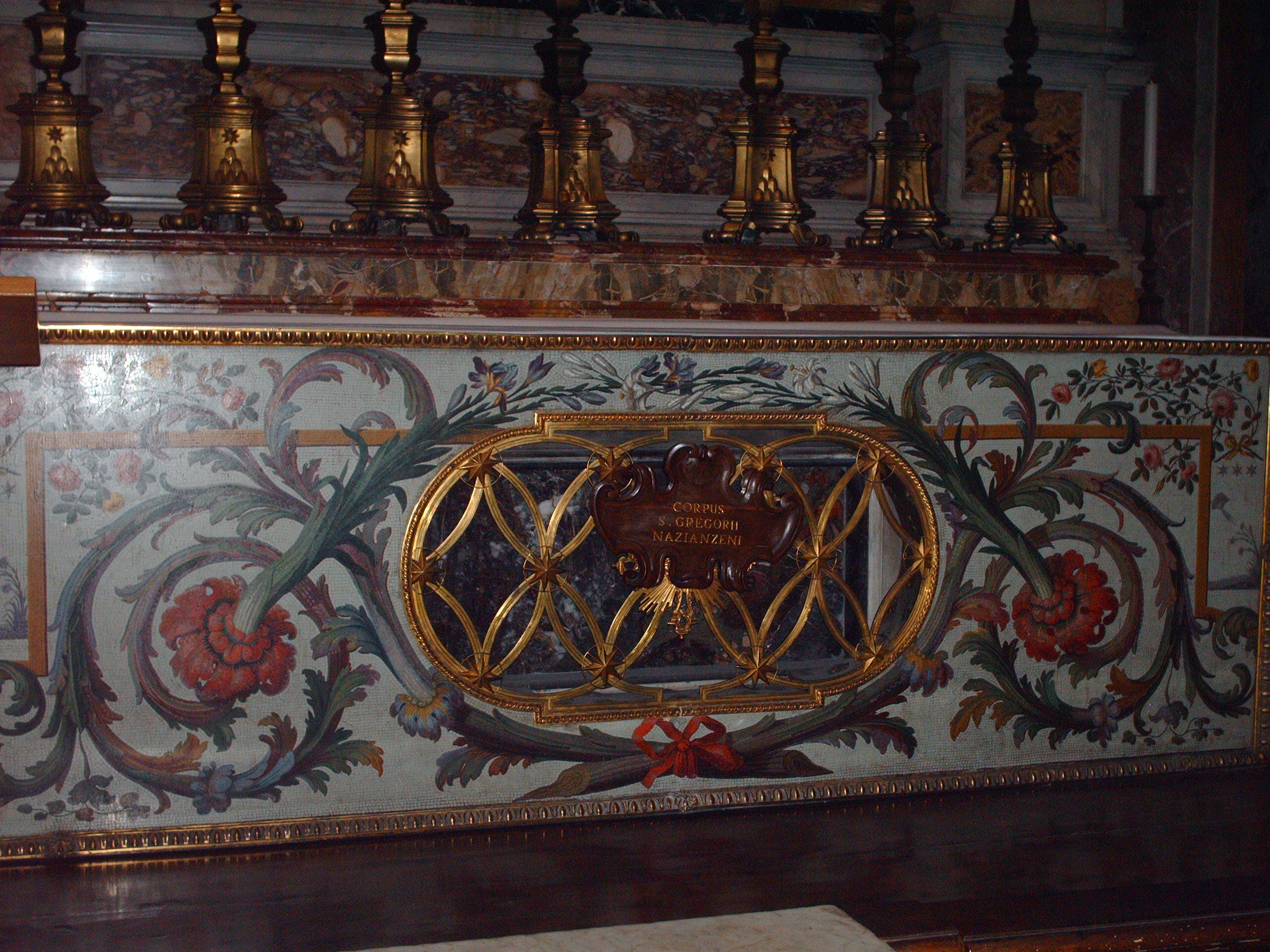
Antigua tumba de Gregorio Nacianceno en la Basílica de San Pedro de Roma.

Después de su muerte, Gregorio fue enterrado en Nacianzo. Sus reliquias fueron trasladadas a Constantinopla en el año 950, a la iglesia de los Santos Apóstoles. Los cruzados de la Cuarta Cruzada (1204) cogieron parte de las reliquias, que acabaron en Roma. Luego fueron colocadas en una capilla lateral de la Basílica de San Pedro conocida precisamente como Altar gregoriano (donde se puede ver también una imagen de la Virgen del Perpetuo Socorro). El 27 de noviembre de 2004, esas reliquias, junto con las de Juan Crisóstomo, fueron devueltas a Estambul por el papa Juan Pablo II, conservando el Vaticano una pequeña porción de ambas. Las reliquias actualmente están conservadas en la Catedral Patriarcal de San Jorge en el Fanar.

## Festividad
En el santoral católico la festividad de Gregorio Nacianceno se celebra el 2 de enero. Antes era el 9 de mayo, pues erróneamente se creía que era la fecha de su muerte. Se incluyó como un doble en el Calendario Tridentino, convirtiéndose en fiesta de tercera clase en 1960 y una memoria obligatoria en 1969, todas ellas de rango equivalente.
La Iglesia ortodoxa y las Iglesias orientales católicas celebran dos fiestas en honor de Gregorio: el 25 de enero como su fiesta principal y el 30 de enero, conocida como la fiesta de los tres grandes jerarcas.